# Lars Peter Bergner
Lars Peter Bergner, även Lars Petter Bergner, född 26 oktober 1759 i Gävle, död 18 januari 1847 i Råneå socken, var en svensk lantmätare.
Bergner var son till handlanden Erik Bergner och Sara Margaretha Sehlberg. Han avlade lantmätarexamen 1781 och fick efter ett vikariat som gällde uppdragningen av gränsen mellan Jämtland och Norge ordinarie tjänst som lantmätare 1783 och blev då stationerad i Umeå. År 1815 utnämndes han till förste lantmätare i det nybildade Norrbottens län och var styresman för avvittringsverket där mellan 1824 och 1834, då han avgick med pension. Han var riddare av Vasaorden.
Bergner gifte sig 1785 med Anna Sofia Renmark, som var dotter till vice häradshövdingen Arendt Renmark i Umeå. Tre av makarnas söner – Erik Arendt Bergner, Carl Fredrik Bergner och Per Edvard Bergner – blev lantmätare; dottern Laurentia Petronella Bergner gifte sig med lantmätaren  Nils Peter Bröms, Familjen Bergner bodde i Råneå.